# Wolfgang Drobetz
Wolfgang Drobetz (* 26. Februar 1971 in Neunkirchen) ist ein österreichischer Ökonom. Er ist Mitglied des Editorial Boards der wissenschaftlichen Zeitschrift Financial Markets and Portfolio Management.

## Leben
Drobetz studierte Handelswissenschaften an der Wirtschaftsuniversität Wien und schloss dieses Studium 1995 mit dem Magister ab. Danach studierte er an der University of Virginia und schloss dieses Studium 1996 mit dem Master of Arts in Economics ab.
1997 machte Drobetz ein Doktorandenstudium in Volkswirtschaftslehre an der Universität St. Gallen. Seine Doktorarbeit behandelte das Thema Global stock markets: Time-varying expected returns, consumption, and the business cycle und brachte ihm den Doktortitel mit höchster Auszeichnung ein.
Seit 2006 ist Wolfgang Drobetz Inhaber des Lehrstuhls Unternehmensfinanzierung und Portfoliomanagement an der Universität Hamburg und seit 2024 Research Fellow an der Cambridge Judge Business School, Universität Cambridge.

## Publikationen (Auswahl)
- Performance Evaluation of German Equity Mutual Funds. Manuskript (zugleich Habilitation an der Universität Basel).
- mit Hubert Dichtl: Does Tactical Asset Allocation Work? Another look at the Fundamental Law of Active Management. In: Journal of Asset Management. 10, 2009, S. 235–252.
- Die Relevanz von Corporate Governance für den Unternehmenswert. In: B. Rolfes (Hrsg.): Herausforderungen Bankmanagement: Entwicklungslinien und Steuerungsansätze. 2006, S. 175–190. (Festschrift Henner Schierenbeck)
- How to avoid the pitfalls in portfolio optimization? Putting the Black-Litterman approach at work. In: Financial Markets and Portfolio Management. Band 15, Nr. 1, 2001, S. 59–75, doi:10.1007/s11408-001-0105-3.